# Henche
Henche è un comune spagnolo di 106 abitanti situato nella comunità autonoma di Castiglia-La Mancia.